# Gérard Debreu
Gérard Debreu (Calais, França, 1921 - París, 2004) fou un economista i professor universitari francès, nacionalitzat estatunidenc, guardonat amb el Premi del Banc de Suècia de Ciències Econòmiques en memòria d'Alfred Nobel l'any 1983.

## Biografia
Va néixer el 4 de juliol de 1921 a la ciutat de Calais, població situada al departament francès de Pas de Calais. Va acabar els seus estudis secundaris just abans de començar la Segona Guerra Mundial, però en lloc d'assistir a la universitat va fer un curs improvisat de matemàtiques a la ciutat d'Ambert. Posteriorment es va traslladar a Grenoble per finalitzar els seus estudis, sent admès l'any 1941 a l'École Normale Supérieure. S'havia de graduà pels voltants de 1944, però l'ofensiva del Dia D el va fer allistar-se a l'Exèrcit aliat, sent enviat per al seu entrenament a Algèria, i servint en les forces franceses d'ocupació a Alemanya fins al 1945. En acabar-se la guerra es va graduar el mateix 1945, interessant-se posteriorment per l'economia gràcies a la teoria de l'equilibri general de Leon Walras.
El 1949 viatjà fins als Estats Units d'Amèrica, on s'establí i del qual en va adquirir la ciutadania el 1975. Guardonat el 1976 amb la Legió d'Honor per part del Govern Francès fou membre de l'Acadèmia Francesa de Ciències. Va morir el 31 de desembre de 2004 per causes naturals a la seva residència de París, a l'edat de 83 anys.

## Recerca als Estats Units
Va obtenir una Beca Rockefeller que li va permetre visitar diverses universitats nord-americanes, així com la d'Uppsala entre 1949 i 1950. Debreu va començar a treballar com a Investigador Associat a la Universitat de Chicago l'estiu de 1950, on hi va romandre cinc anys, tornant periòdicament a París.
El 1954 va publicar un article fonamental en la història de l'economia, «Existence of an Equilibrium for a Competitive Economy» ("Existència d'Equilibri en una Economia Competitiva"), al costat de Kenneth Arrow. L'any 1955 es va traslladar a la Universitat Yale i el 1959 va publicar la seva primera obra monogràfica, Theory of Value (Teoria del valor). Entre 1960 i 1961 va treballar a la Universitat Stanford i des de 1962 a la Universitat de Berkeley a Califòrnia. S'hi va quedar fins a la fi de la seva carrera acadèmica, excepte uns anys sabàtics passats a les universitats de Leiden, Cambridge, Bonn i París.
Les seves recerques posteriors es van centrar principalment en la teoria de funcions d'utilitat diferenciables i còncaves. El 1983 va rebre el Premi del Banc de Suècia de Ciències Econòmiques «'pels seus treballs sobre equilibri general en economies competitives».